# Laudelino Cubino
Laudelino Cubino González, född 31 maj 1963 i Béjar, är en tidigare professionell tävlingscyklist från Spanien.
Laudelino Cubino började tävla inom cykelsporten 1977. Han blev professionell 1986 och avslutade sin karriär efter säsongen 1996. Han var en bergsspecialist men vann också flera enveckorslopp. Under sin professionella karriär tog han etappvinster i alla tre Grand Tours: Tour de France, Giro d'Italia och Vuelta a España. Två av etapperna hade avslutning på stigningen Luz Ardiden. Cubino slutade trea i Vuelta a España 1993 efter Tony Rominger och Alex Zülle.
Han vann de spanska nationsmästerskapen 1990.
Sedan han avslutade sin karriär startade han ett hotell, Cubino Hotel, i Béjar 1998 tillsammans med sin fru.

## Meriter
1986
Clásica a los Puertos de Guadarrama
1987
Etapp 7, Vuelta a España
1988
Clásica a los Puertos de Guadarrama
Etapp 15, Tour de France 1988
4:a, Vuelta a España
1990
Alqueirias
 Spanien Nationsmästerskapen - linjelopp
Subida al Naranco
Katalonien runt
1991
Etapp 16, Vuelta a España
1992
Etapp 8, Vuelta a España
6:a, Vuelta a España
1993
Vuelta a Burgos
3:a, Vuelta a España
1994
Volta a Galicia
Etapp 7, Giro d'Italia
1995
etapp 8, Giro d'Italia
1996
Cerdanyola

## Stall
- 1986 Zor-B.H. Sport
- 1987-1990 B.H. Sport
- 1991-1993 Amaya Seguros
- 1994-1996 Kelme